# Център за данни
Център за данни (на английски: data centre) е съоръжение, използвано да помещава компютърни системи и асоциирани компоненти като телекомуникации и системи за съхранение. Като цяло включва сериозно електрическо захранване с множество възможности за аварийно захранване, комуникационни връзки за данни в излишък, контрол на средата (като регулиране на въздуха, супресори за огън) и съображения за сигурност.

## История
Центровете за данни имат своите корени в големите компютърни зали от ранните дни на компютърната индустрия. Работата с ранните компютърни системи, както и поддръжката, е била сложна и затова са изисквали специална среда.
Бумът на центровете за данни се случва по време на Мехурният растеж на .com. Компаниите започват да се нуждаят от по-бързи интернет връзки и денонощна работа, за да разгръщат своите системи и да установят своето присъствие в мрежата.